# Superficie de Kummer
En geometría algebraica, una superficie cuártica de Kummer, estudiada por Kummer primero (1864), es una superficie nodal irreductible de grado tres en el espacio projectivo (P3) con el máximo número posible de nódulos. Cualquier superficie así es la variedad de Kummer de la variedad Jacobiana de una curva hiperelíptica de genus 2, esto es, el cociente de una Jacobiana por una involución de Kummer x ↦ −x. La involución de Kummer tiene 16 puntos fijos: 16 puntos con 2-torsiones del jacobiano, y son los 16 puntos singulares de la superficie cuártica. Al resolver los 16 puntos dobles del cociente de un toro (posiblemente no algebraico) mediante la involución de Kummer se obtiene una superficie K3 con 16 curvas racionales disjuntas; estas superficies K3 también se denominan a veces superficies Kummer.
Otras superficies estrechamente relacionadas con las superficies de Kummer incluyen superficies Weddle, superficies onduladas y tetraedroides.
La superficie de Kummer es un caso especial de las superficies K3 de André Weil (este nombre se les dio por el pico del Himalaya descubierto al tiempo del trabajo de Weil. Otra explicación es que K3 viene del trío de matemáticos Kummer, Kodaira y Kähler). Las superficies K3 son las variedades de Calabi-Yau de dimensión dos, y han jugado un papel importante en la teoría de cuerdas.
- Datos: Q1494636